# Grand Theft Auto: Chinatown Wars
Grand Theft Auto: Chinatown Wars este un joc video de acțiune-aventură dezvoltat și publicat  de Rockstar Leeds, în colaborare cu Rockstar North. Este al treisprezecelea joc din seria Grand Theft Auto și al treilea din era 4 a acesteia, fiind precedat de Grand Theft Auto: The Lost and Damned și succedat de Grand Theft Auto: The Ballad of Gay Tony, ambele expansiunii pentru Grand Theft Auto IV. Jocul a fost lansat pe 17 martie 2009 pentru Nintendo DS, 20 octombrie 2009 pentru PlayStation Portable, 9 septembrie 2010 pentru iOS și 18 decembrie 2014 pentru Android, fiind al patrulea din serie pentru Nintendo, după Grand Theft Auto și Grand Theft Auto 2 pentru Game Boy Color și Grand Theft Auto Advance pentru Game Boy Advance, și primul pentru Nintendo DS și iOS. Chinatown Wars reprezintă o întoarce mult mai evoluată la stilul de jocuri 2D ale seriei, asemănător cu primele două jocuri și Grand Theft Auto Advance. 
Acțiunea jocului în versiunea din GTA IV a lui Liberty City, un oraș fictiv inspirat de New York City, în anul 2009. Protagonistul este Huang Lee, un membru al Triadelor care sosește în oraș pentru a livra Yu Jian, o sabie și moștenire de familie, unchiului său, în urma morții tătălui său. După ce Yu Jian este furată de atacatori necunoscuți, Huang începe să o caute, pe parcurs devenind implicat în traficul de droguri și o luptă pentru putere în cadrul Triadelor, și descoperind adevărul despre moartea tatălui său.

## Gameplay
Chinatown Wars are o prezentare diferită de toate celelalte jocuri din serie. În locul vederii din spatele protagonistului sau o vedere semi-2D de deasupra jucătorului, Chinatown Wars folosește o vedere 100% 3D de deasupra acțiunii care se poate roti 360 de grade. Chinatown Wars folosește o grafică cell-shaded (în care obiectele au contur negru) pentru a reproduce imaginea unor benzi desenate - o premieră pentru serie. Acțiunea are loc în orașul reconstruit din Grand Theft Auto IV (Liberty City), cu excepția zonei Alderney.
Spre deosebire de Grand Theft Auto IV, jucătorul va fi nevoit să distrugă cât mai multe mașini de poliție în loc să scape din zona marcată. Numărul de mașini care trebuie distruse crește cu numărul de stele (wanted level). De exemplu, pentru șase stele, trebuie distruse șase mașini pentru a coborî nivelul la cinci stele. Pentru majoritatea acțiunilor (atât cu vehicul cât și fără el) Touchscreen-ul este realizat după o interfață de PDA. Mai există o poveste secundară legată de trafic de droguri care oferă jucătorului posibilitatea de a face comerț în oraș cu șase feluri de droguri. Pachetele ascunse (Hidden Packages) din acest joc sunt camerele CCTV care pot fi împușcate pentru bonusuri. Ecranul de sus arată jocul iar ecranul de jos permite jucătorului să controleze elementele ca PDA, GPS, radio (în mare parte muzică instrumentală), acces către oamenii de pe hartă sau folosirea cocktailurilor Molotov și grenadelor. Chinatown Wars are multe din caracteristicile Grand Theft Auto IV cum ar fi noul HUD și fluieratul pentru taxi (pentru care se poate folosi microfonul DS). Ammu-Nation se întoarce sub forma unui site web din joc de unde jucătorul poate comanda numeroase arme cu ajutorul PDA-ului care vor fi livrate acasă. Official Nintendo Magazine (Revista oficială Nintendo) descrie jocul ca fiind "unul dintre cele mai mari și complexe jocuri de DS făcute vreodată" având peste 900.000 de linii de script.

### Vehicule
În timp ce furtul unui vehicul de pe stradă rămâne neschimbat, Grand Theft Auto: Chinatown Wars folosește un sistem diferit pentru furtul vehiculelor parcate. În funcție de modelul mașinii, furtul se desfășoară în mai multe moduri. Mașinile mai vechi au nevoie de câteva rotiri a unei șurubelnițe în contact, iar altele au nevoie de hotwiring. Mașinile noi și scumpe funcționează cu hacking computerizat. Toate aceste lucruri sunt făcute prin minigame-uri care necesită folosirea Touchscreen-ului. Încă există posibilitatea de a intoarce mașinile cu susul în jos și de a le da foc.

### Social Club
Grand Theft Auto: Chinatown Wars dispune de Rockstar Games Social Club. Jucătorii pot folosi serviciul pentru a-și încărca pe site statisticile gameplay. Modurile Multiplayer Competititv (Competitive) și Cooperativ (Co-operative) sunt disponibile doar prin conexiune wireless de la o consolă DS la alta.
Prin Nintendo Wi-Fi Connection se poate vorbi, se pot comercializa lucruri și se poate face schimb de locuri GPS favorite și statistici gameplay cu alți jucători. Prin Social Club jucătorii pot chiar descărca misiuni noi.

### Coloana Sonoră
Muzica pentru începutul gameplay-ului este melodia "Chinatown Wars" realizată de Ghostface Killah și MF Doom.

## Povestea
În 2009, Huang Lee, fiul răsfățat al liderului unui grup de Triade recent ucis, sosește în Liberty City să-i livreze unchiului său, Wu "Kenny" Lee, o sabie numit Yu Jian, pe care tatăl lui Huang a câștigat-o într-un joc de cărți și a decis să o folosească drept moștenire de familie. La sosire, escorta lui Huang este atacată de bărbați necunoscuți, care fură sabia și, crezând că Huang este mort, îi aruncă corpul în apă, dar acesta supraviețuiește și sosește la restaurantul unchiului său. Kenny este nemulțumit de veștile primite, întrucât intenționa să-i ofere sabia lui Hsin Jaoming, liderul vârstic al Triadelor din Liberty City, pentru a-și asigura poziția drept succesor al său. Dezonorat de pierderea lui Yu Jian, Kenny îi cere lui Huang ajutoru în a-și menține afacerea pe linia de plutire, devenind curând implicat în traficul de droguri.
La scurt timp, Huang este contactat de Chan Jaoming, fiul lui Hsin, și Zhou Ming, un lider de rang înalt în cadrul Triadelor, amândoi concurând, de asemenea, pentru poziția de succesor al lui Hsin și angajându-l pe Huang să-i ajute. În timpul unei misiuni pentru Chan, Huang este interceptat de Wade Heston, un detectiv LCPD corupt aflat sub presiunea Afacerilor Interne, care se oferă să-l ajute pe Huang să găsească Yu Jian, considerând că arestarea celor vinovați îi va permite să scape de Afacerile Interne. Cei doi investighează o bandă de coreeni aliați cu Triadele, descoperind că există un grup de trădători în cadrul bandei numit Wonsu Nudong, care au furat Yu Jian și au un informator al poliției în cadrul Triadelor.
Mai târziu, Hsin îl contactează pe Huang pentru ajutor, cerându-i să găsească informatorul, care a cauzat probleme Triadelor în ultima vreme. Huang își continuă invetigația asupra coreenilor și lucrează cu Lester Leroc, un investigator privat, pentru a investiga banda de motocicliștii Îngerii Morții, ajutându-l pe Lester să se infiltreze și să câștige încrederea bandei. După ambele investigații, Huang nu descoperă nimic nou, astfel că lucrează în continuare alături de Heston pentru un informator FIB, în speranța că acesta îi poate ajuta să afle mai multe. Investigația lui Huang este întreruptă temporar de intervenția unui mafiot numit Rudy D'Avanzo, care îi spune că informatorul căutat este Jimmy Capra, un membru al Familiei Mafiote Messina care s-a aliat recent cu Triadele. Huang lucrează alături de Rudy împtoriva lui Capra, distrugând alianța Triadelor cu Familia Messina, numai pentru a afla apoi de la Hsin că Rudy l-a mințit și doar s-a folosit de el. Drept urmare, Huang îl găsește pe Rudy și îl omoară pentru trădarea lui. 
În cele din urmă, contactul lui Huang și Heston din cadrul FIB-ului îi sfătuiește să investigheze serverele FIB pentru informații. Deși Heston se retrage din investigație din cauza presiunii Afacerilor Interne, Huang găsește niște fișiere care îi numește pe Chan și Zhou drept informatori. După ce el și Kenny îi aduc informațiile lui Hsin, acesta, dezonorat de faptul că propriul fiu este suspectat de trădare, renunța la poziția de lider al Triadelor și îl numește pe Kenny succesorul său, în timp ce Huang este trimis să-i ucidă pe Chan și Zhou pentru trădarea lor, în ciuda faptului că amândoi neagă acuzațiile.
La scurt timp, Huang este contactat de Heston, care îi dezvăluie că informațiile recuperate erau false și că a aflat de o întâlnire a liderului Wonsu Nudong cu aliații săi. La întâlnire, Huang este șocat să descopere că liderul Wonsu este nimeni altul decât Kenny, care admite că a furat Yu Jian și a fost informatorul. După ce înâlnirea este ambuscată de LCPD și FIB, Kenny încearcă să scape, dar Huang și Heston îl urmăresc până la apartamentul lui Hsin. Acolo, Kenny dezvăluie că a fost pus de Hsin să-l omoare pe tatăl lui Huang și să-i aducă Yu Jian în schimbul poziției de succcesor al său, dar după ce a suspectat că Hsin nu va respecta înțelegerea lor, a ales în schimb să fure sabia și să-l submineze ca lider pentru a-l putea apoi înlocui. Huang își răzbună tatăl și îl omoară pe Kenny, nu înainte ca acesta să-l înjunghie pe Hsin cu sabia. La scurt timp, LCPD-ul apare să-i aresteze pe Huang și Heston, dar acesta din urmă susține că a fost sub acoperire în tot acest timp și ordonă arestarea tuturor celor de față, cu excepția lui Huang. Înainte de a fi dus la spital, Hsin îl laudă pe Huang pentru loialilatea lui și îl numește succesorul său de drept ca lider al Triadelor.

## Lansare
| Note (Nintendo DS)         | Note (Nintendo DS)         |
| -------------------------- | -------------------------- |
| 1UP.com                    | A-                         |
| Computer and Video Games   | 9.2                        |
| Eurogamer                  | 10                         |
| Game Informer              | 9.25                       |
| GamePro                    | 5/5                        |
| GameSpot                   | 9.5                        |
| GameSpy                    | 4.5/5                      |
| GameRadar                  | 10                         |
| IGN                        | 9.5 (US) 9.2 (UK) 9.3 (AU) |
| Nintendo World Report      | 9.0                        |
| Official Nintendo Magazine | 94%                        |
| X-Play                     | 5/5                        |

### Marketing
În reclama de precomandă a Grand Theft Auto Chinatown Wars de pe GameStop, dialogul se referea la salvarea economiei din viața reală în 2008. Un nou video cu gameplay a fost lansat pe 6 Martie 2009. În video era gameplay care avea legătură cu o lunetă și interacțiunea cu controlul în stilul Nintendo DS. GameStop a avut o promoție în care au trimis o dubă prin toate statele din SUA care permitea oamenilor să încerce jocul înainte să fie lansat. GameStop în SUA și Game în Marea Britanie dădeau împreună cu jocul un "card de credit" care activa $10,000 în joc și acces la arme mai bune de la început. Amazon.com dă un cod cu care se poate debloca un Patriot blindat exclusiv cu precomanda.

### Impactul cu publicul

#### Nintendo DS
Grand Theft Auto: Chinatown Wars a avut în general note pozitive. Pe GameRankings, este cel mai bun joc de Nintendo DS, cu o nota 93,52%. Jocul este de asemenea jocul de Nintendo DS cu cel mai mare rang în primele săptămâni ale anului 2009 la GameSpot. Încă își menține acest rang. Official Nintendo Magazine (Revista oficială Nintendo) a dat jocului scorul de 94%, subliniind calitatea graficii și varieteatea în gameplay concluzionând: "Rockstar a captat și îmbinat toată seria Grand Theft Auto." IGN UK a dat jocului nota 9,2 numindu-l "capodopera a gaming-ului handheld" în timp ce IGN US i-a dat nota 9,5.
Chinatown Wars a avut mai puține vânzări în prima săptămână în Marea Britanie decât s-a estimat și nici măcar nu a egalat vânzările de la debutul lui Vice City Stories, care a fost estimarea Rockstar Games. În SUA, a vândut puțin sub 90.000 de unități în primele două săptămâni pe piața americană. Asta a forțat Best Buy să înceapă să vândă jocul la doar $19.99 pentru o perioadă limitată având o reducere de 43% față de prețul standard de $34.99. Răspunsul la ofertă a fost foarte pozitiv.